# Välko Tuul
Pour les articles homonymes, voir Tull.
Välko Tuul, né Alfred Tuul (13 octobre 1894 - 17 mars 1918) est un peintre estonien. Il a étudié à l'école Ants Laikmaa.

## Quelques œuvres

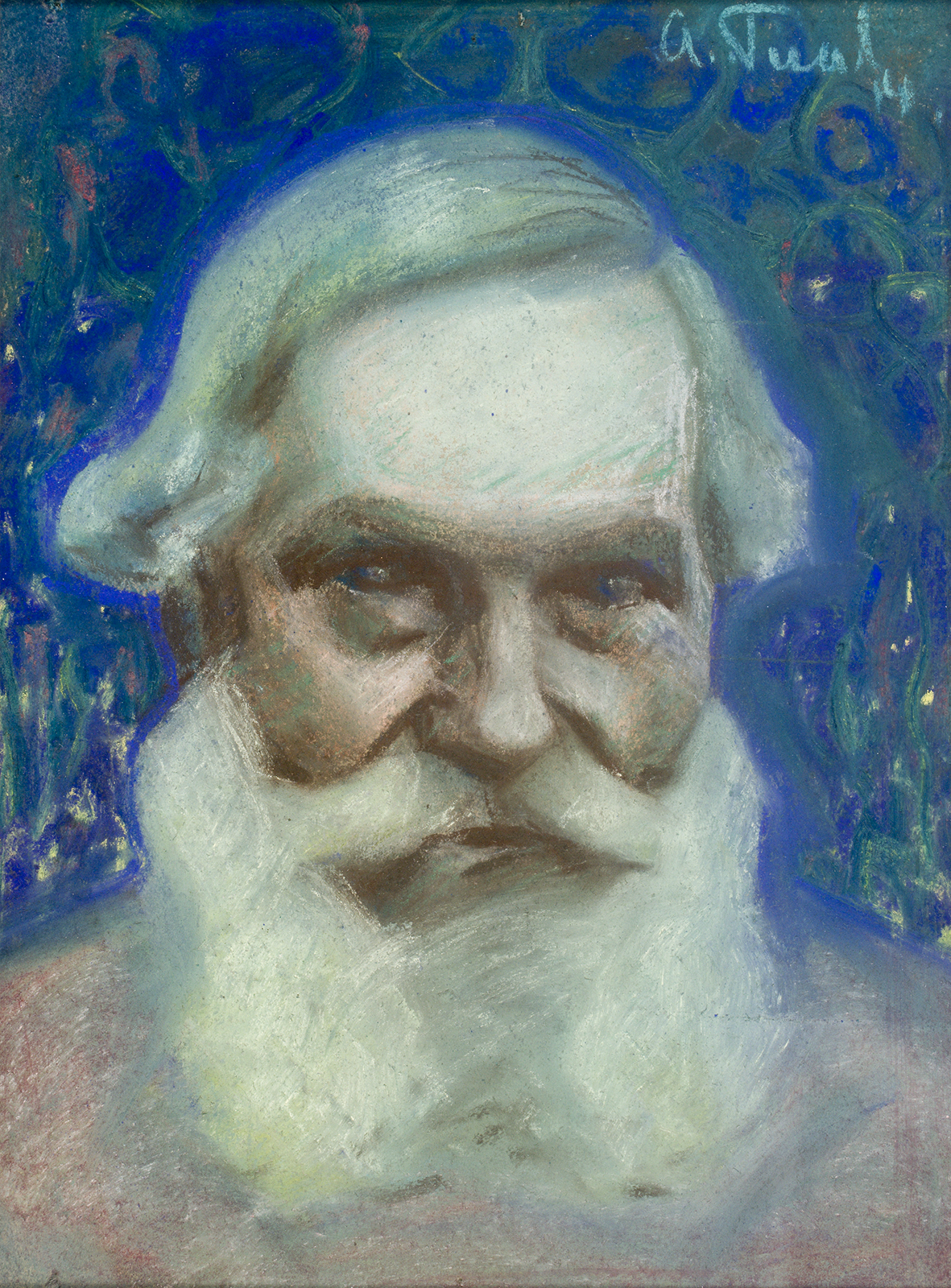
Portrait d'un vieil homme (1914)
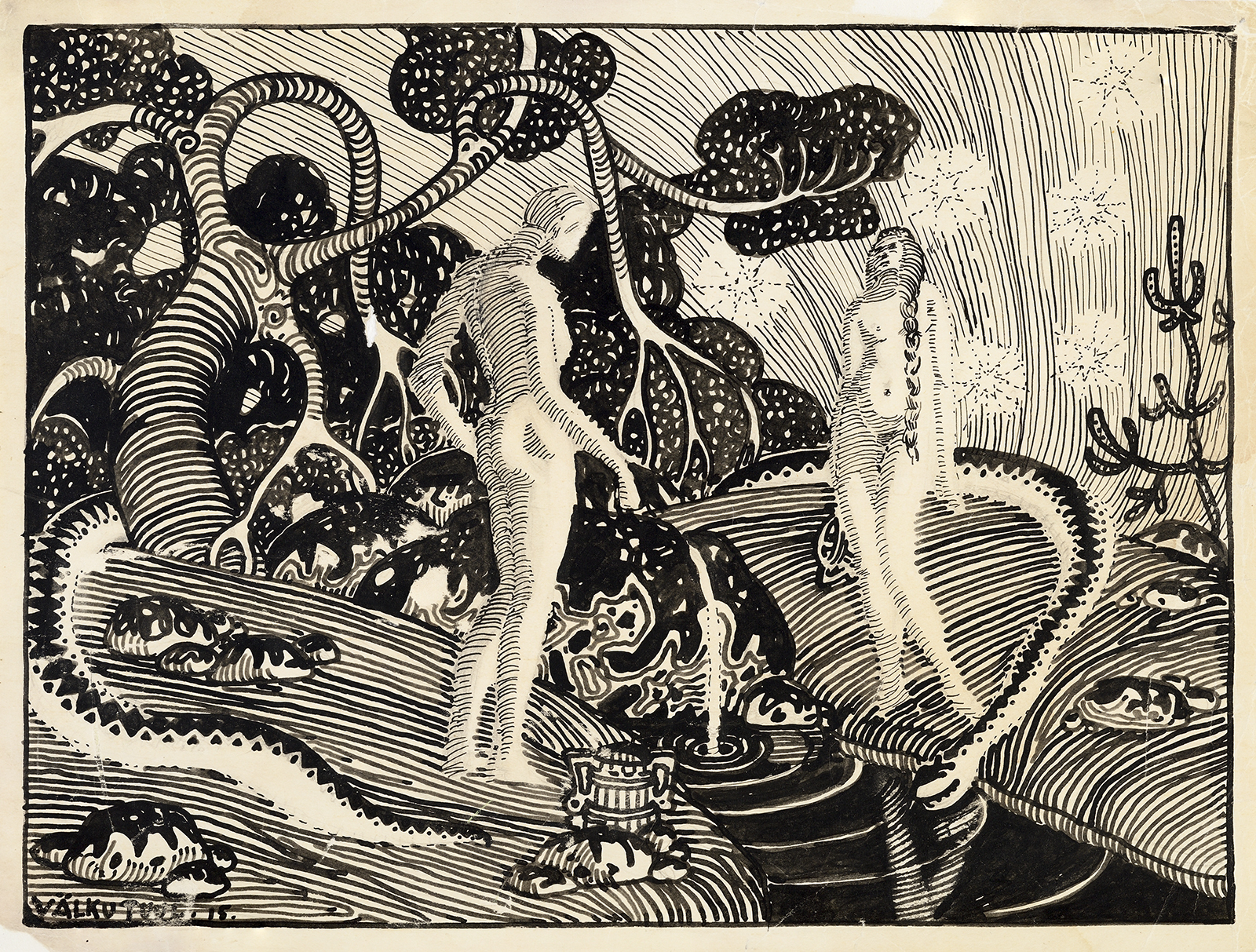
Adam et Ève (1915)
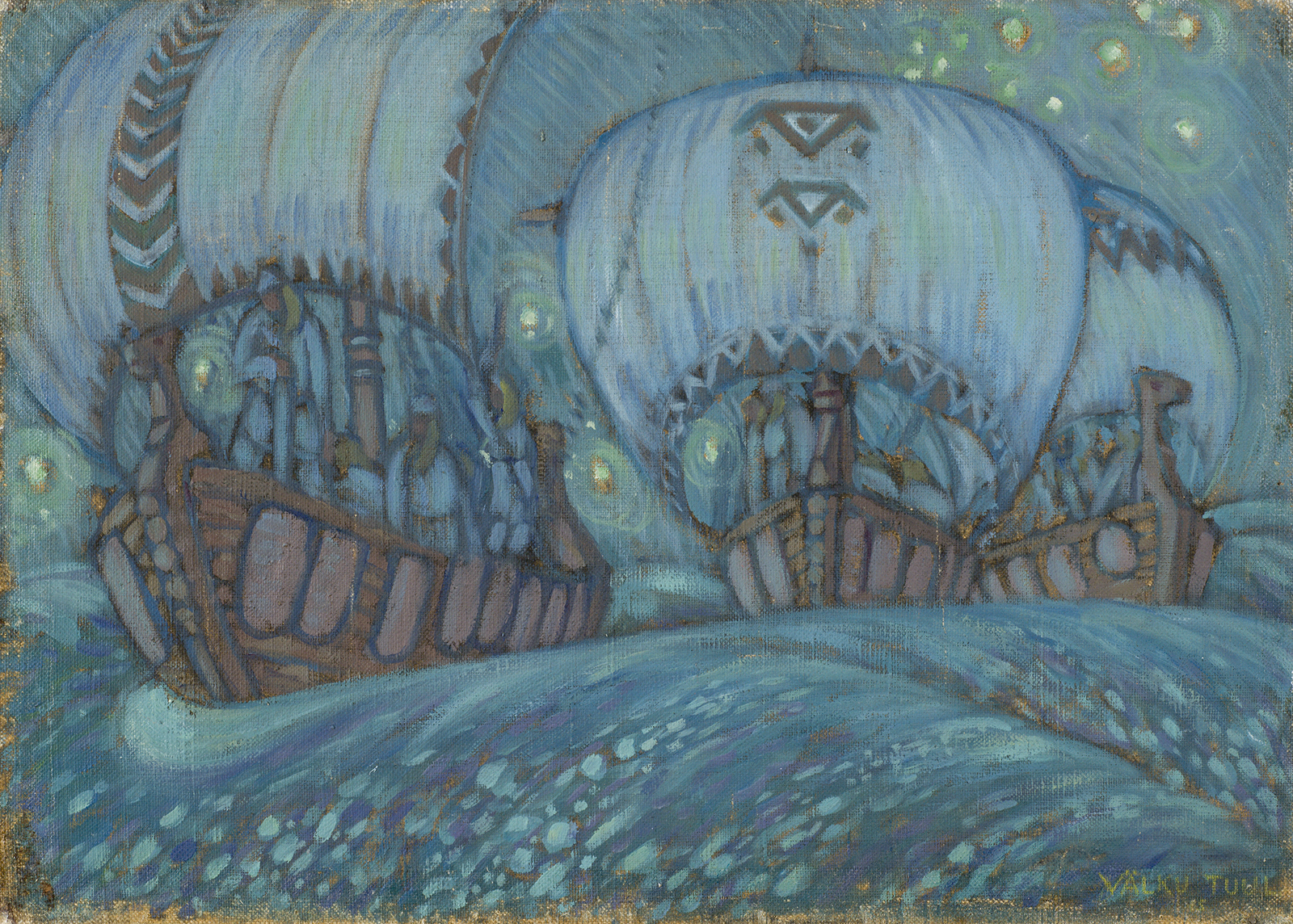
Bateaux vikings (1915)